# Arnoldus van Walsum (1924-2009)
Arnoldus van Walsum (Krimpen aan den IJssel, 15 juli 1924 – Almelo, 20 februari 2009) was een Nederlands politicus van de ARP en later het CDA.
In het begin van zijn loopbaan is hij als ambtenaar onder andere werkzaam geweest in Wijhe, Zwollerkerspel en Ommen. Bij die laatste gemeente werkte Van Walsum als commies bij de gemeentesecretarie voor hij in juni 1960 benoemd werd tot burgemeester van de gemeenten Mijnsheerenland en Westmaas. In maart 1970 volgde zijn benoeming tot burgemeester van Den Ham wat hij tot maart 1986 zou blijven. Hij overleed begin 2009 op 84-jarige leeftijd.